# Patriarchi di Aquileia

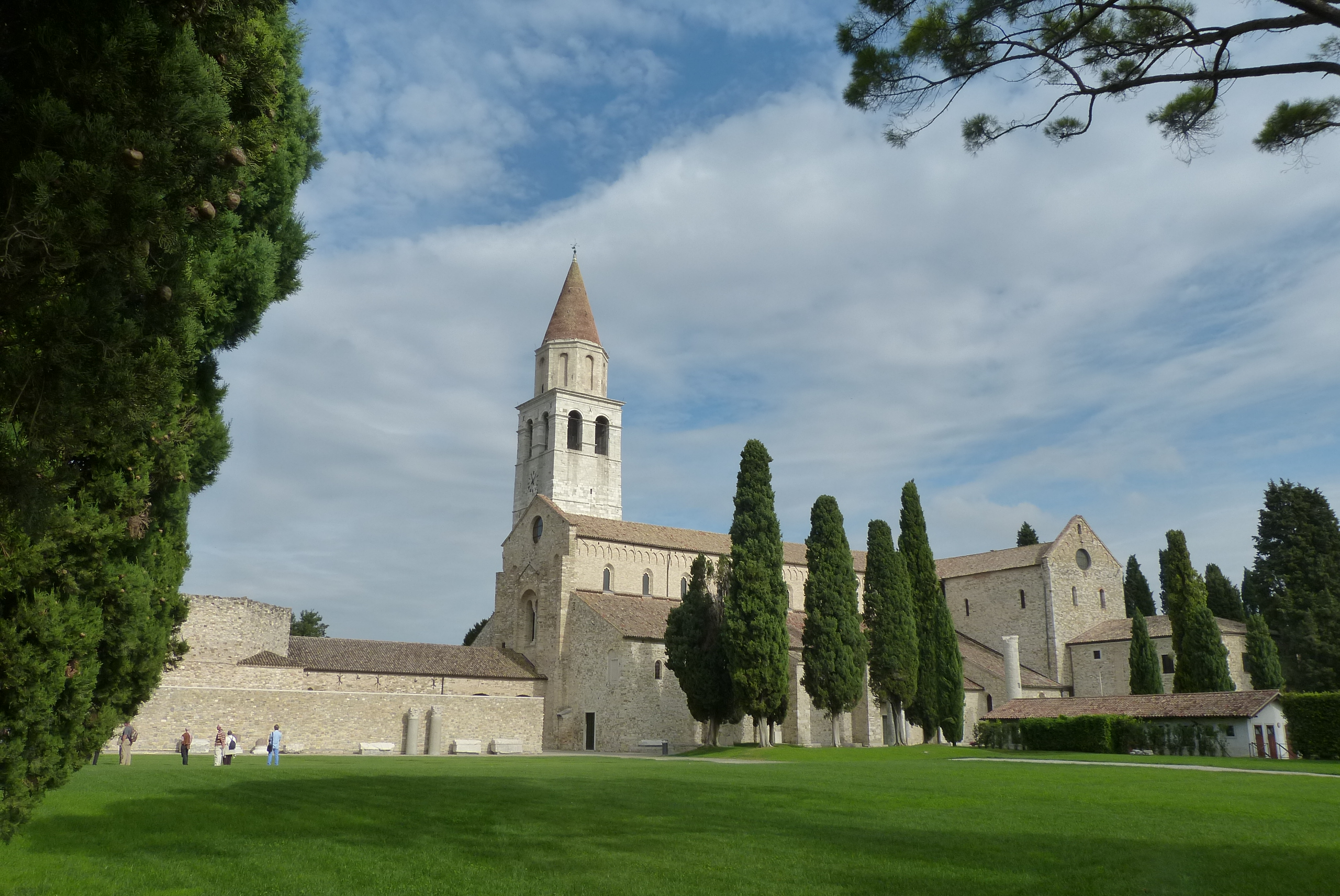
Esterno della basilica patriarcale di Aquileia

Lista dei vescovi, degli arcivescovi e dei patriarchi di Aquileia.

## Cataloghi antichi
Il più antico catalogo dei vescovi di Aquileia è giunto fino a noi in una duplice recensione, un catalogo aquileiese ed un catalogo gradese, che provengono dalla divisione subita dal patriarcato nel VII secolo. Entrambe le recensioni, nella loro versione più antica, risalgono all'XI secolo: quella aquileiese (il Chronicon Aquileiense) è riprodotta in un codice pubblicato per la prima volta dal De Rossi nelle Monumenta ecclesiae aquileiensis (1740); la seconda redazione figura nel Chronicon venetum e nel Chronicum gradense di Giovanni Diacono.
I due cataloghi, che convergono nel numero e nell'ordine dei nomi dei vescovi, ad eccezione di qualche lieve omissione o trasposizione, derivano da fonti più antiche; infatti erano noti già nel IX secolo ed anche a Paolo Diacono nell'VIII secolo. Entrambe le recensioni riportano gli anni, i mesi e i giorni di governo di ciascun vescovo, ma poiché vi è diversità e varietà nelle datazioni, esse non sono, da questo punto di vista, molto attendibili; entrambi i cataloghi indicano come protovescovo sant'Ermagora, mentre il primo vescovo documentato anche da fonti esterne ai cataloghi è Teodoro, che partecipò al primo concilio di Arles del 314.
Circa la cronologia dei prelati aquileiesi, Pio Paschini scrive che «la cronologia stabilita nel Chronicon Aquileiense è errata completamente, perché contrasta coi dati che abbiamo; e quella del Dandolo non si può dire così certa e definita, che gli anni dei vescovi aquileiesi non si possono anticipare o protrarre secondo l'importanza e la gravità delle congetture che si possono fare».

## Vescovi di Aquileia (50-371?)
- Sant'Ermagora † - scelto, secondo la tradizione, da san Marco, primo evangelizzatore di Aquileia
- Sant'Ilario † (? - 284?)
- Crisogono I †
- San Crisogono II † (inizio IV secolo)
- Teodoro † (menzionato nel 314)
- Agapito †
- Benedetto † (menzionato nel 337)
- Fortunaziano † (prima del 342/344 - tra il 356 e il 371 deceduto)

## Arcivescovi di Aquileia (371?-558)
- San Valeriano † (prima del 372 - 27 novembre 386 o 388 deceduto)
- San Cromazio † (dicembre 388 o gennaio 389 - circa 407 o 408 deceduto)
- Agostino † (407 o 408 - dopo il 418)
- Adelfo † (prima del 431 - ?)
- Massimo[4] †
- Januario † (prima del 442 - dopo il 447)
- Secondo †
- San Niceta † (menzionato nel 458)
  - Marcelliano † (menzionato nel 501) (antivescovo)
- Marcellino † (menzionato nel 499)
- Stefano I[5] †
- Macedonio † (menzionato nel 552;[6] aderisce allo Scisma tricapitolino)

## Patriarchi di Aquileia (558-1751)
- Paolino I † (scismatico; 558/561 - 569 deceduto)[7]
- Probino † (scismatico; 569 - circa 570 deceduto)
- Elia † (scismatico; 571 - circa 586 deceduto)
- Severo † (scismatico; 586 - maggio/novembre 606 deceduto)[8]

### Sdoppiamento della sede patriarcale (606-698)
Patriarchi ortodossi con sede in Grado
- Candidiano † (606 - 612 deceduto)
- Epifanio † (612 - 613 deceduto)
- Cipriano † (613 - 627 deceduto)
- Primogenio † (630 - circa 648 deceduto)
- Massimo II † (menzionato nel 649)
- Stefano II † (670 - ?)
- Agatone † (menzionato nel 680)
- Cristoforo † (685 - ?)

Patriarchi scismatici tricapitolini con sede in Aquileia
- Giovanni I † (606 - ? deceduto)
- Marciano † (623 - 628 deceduto)
- Fortunato (attorno al 628)
- Felice † (649 - ?)
- Giovanni II † (663 - ?)
- Giovanni III † (680 - ?)

### Dopo la ricomposizione dello scisma tricapitolino (698)
- Pietro I † (698 - dopo il 700)[9]
- Sereno † (circa 711 - dopo il 723)
- Callisto † (circa 726 - dopo il 737)[10]
- Sigualdo † (prima del 762 - circa 776 deceduto)
- San Paolino II † (776 - 11 gennaio 802 deceduto)
- Orso I † (802 - 811 deceduto)
- Massenzio † (811 - dopo novembre 833 deceduto)
- Andrea † (circa 834 - dopo l'844)
- Venanzio † (menzionato nell'850)
- Teutmaro † (menzionato nel febbraio 855)
- Lupo I †
- Valperto † (prima dell'875 - circa 899 deceduto)
- Federico I † (circa 901 - 23 febbraio circa 922 deceduto)
- Leone † (922 - circa 927 deceduto)
- Orso II † (prima del 928 - circa 931 deceduto)
- Lupo II † (circa 932 - dopo il 13 marzo 944 deceduto)
- Engelfredo † (circa 944 - novembre-dicembre 963 deceduto)
- Rodoaldo † (13 dicembre 963 - 983 o 984 deceduto)
- Giovanni IV di Ravenna † (983 o 984 - dopo il 1017)
- Poppone † (luglio 1019 - 29 settembre 1042 deceduto)[11]
- Eberardo † (1045 - 1049 deceduto)
- Gotebaldo † (1049 - 1063 deceduto)
- Ravengerio † (? - 1068 deceduto)

### Principi del Principato patriarcale di Aquileia (1077-1420)
- Sigeardo di Beilstein † (1068 - 12 agosto 1077 deceduto)
- Enrico di Biburgo † (prima del 17 settembre 1077 - 1084 deceduto)
- Federico di Moravia † (1084 - 1085 deceduto)
- Ulrico di Eppenstein † (1085 - 11 dicembre 1121 deceduto)
- Gerardo Primiero † (prima del 21 maggio 1122 - 1128 deposto)
  - Egilberto di Bamberga † (1129 - 1130) (patriarca eletto)
- Pellegrino di Povo di Beseno di Manzano † (circa 1130 - circa 1161 deposto)
- Ulrico di Treven † (24 settembre 1161 - 2 aprile 1182 deceduto)
- Goffredo di Hohenstaufen † (1182 - circa 1194 deceduto)
- Pellegrino di Ortenburg-Sponheim † (prima dell'8 febbraio 1195 - circa 15 maggio 1204 deceduto)
- Volchero di Erla † (24 giugno 1204 - 10 febbraio 1218 deceduto)
- Bertoldo di Andechs-Merania † (27 marzo 1218 - 23 maggio 1251 deceduto)[12]
- Gregorio da Montelongo † (29 novembre 1251 - 8 settembre 1269 deceduto)
  - Filippo di Carinzia † (1269 - 1273) (non confermato)[13]
- Raimondo della Torre † (21 dicembre 1273 - 23 febbraio 1299 deceduto)
  - Corrado di Slesia (1299) (non confermato)[14]
- Pietro Gerra † (8 luglio 1299 - 19 febbraio 1301 deceduto)[15]
- Ottobuono di Razzi † (29 aprile 1302 - 13 gennaio 1315 deceduto)
  - Gillo da Villalta † (1315 - 1316) (non confermato)[16]
- Cassono della Torre † (10 gennaio 1317 - 20 agosto 1318 deceduto)
- Pagano della Torre † (23 marzo 1319 - 19 dicembre 1331 deceduto)
- Beato Bertrando di San Genesio † (4 luglio 1334 - 6 giugno 1350 deceduto)
- Nicola di Lussemburgo † (22 ottobre 1350 - 29 luglio 1358 deceduto)
- Ludovico della Torre † (10 maggio 1359 - 30 luglio 1365 deceduto)
- Marquardo di Randeck † (23 agosto 1365 - 3 gennaio 1381 deceduto)
- Filippo d'Alençon † (1381 - 1387 dimesso)
- Giovanni Sobieslaw di Moravia † (13 giugno 1388 - 12 ottobre 1394 deceduto)
- Antonio Caetani † (27 gennaio 1395 - 2 febbraio 1402 dimesso)
- Antonio Panciera † (27 febbraio 1402 - 13 giugno 1408 deposto)
- Antonio Da Ponte † (26 giugno 1409 - giugno 1411 deposto)
- Antonio Panciera † (giugno 1411 - 4 marzo 1412 dimesso) (per la seconda volta)
- Ludovico di Teck † (6 luglio 1412 - luglio 1439 deceduto)

### Patriarchi sotto la dominazione veneziana (1420-1751)
- Ludovico Scarampi-Mezzarota † (18 dicembre 1439 - 22 marzo 1465 deceduto)
  - Alessandro di Masovia † (1439 - 4 giugno 1444 deceduto) (antipatriarca[17])
  - Sede vacante (1465-1470)
- Marco Barbo † (18 marzo 1470 - 2 marzo 1491 deceduto)
- Ermolao Barbaro † (6 marzo 1491 - luglio 1493 deceduto)
- Nicolò Donato † (4 novembre 1493 - 3 settembre 1497 deceduto)
- Domenico Grimani † (13 settembre 1497 - 1517 dimesso)
- Marino Grimani † (19 gennaio 1517 - 16 aprile 1529 dimesso)
- Marco Grimani † (18 aprile 1529 - 1533 dimesso)
- Marino Grimani † (17 settembre 1535 - 1545 dimesso) (per la seconda volta)
- Giovanni Grimani † (23 gennaio 1545 - 16 dicembre 1550 dimesso)
- Daniele Barbaro † (17 dicembre 1550 - dopo il 14 luglio 1574 deceduto)
- Aloisio Giustiniani † (dopo il 14 luglio 1574 succeduto - 1585 deceduto)
- Giovanni Grimani † (11 novembre 1585 - 3 ottobre 1593 deceduto) (per la seconda volta)
- Francesco Barbaro † (3 ottobre 1593 succeduto - aprile 1616 deceduto)
- Ermolao Barbaro † (aprile 1616 succeduto - 22 dicembre 1622 deceduto)
- Antonio Grimani † (22 dicembre 1622 succeduto - 26 gennaio 1628 deceduto)
- Agostino Gradenigo † (26 gennaio 1628 succeduto - 25 settembre 1629 deceduto)
- Marco Gradenigo † (25 settembre 1629 succeduto - prima del 18 aprile 1655 deceduto)
- Girolamo Gradenigo † (prima del 18 aprile 1655 succeduto - prima del 29 dicembre 1657 deceduto)
- Giovanni Dolfin † (prima del 29 dicembre 1657 succeduto - 20 luglio 1699 deceduto)
- Dionisio Dolfin † (20 luglio 1699 succeduto - 13 agosto 1734 deceduto)
- Daniele Dolfin † (13 agosto 1734 succeduto - 6 luglio 1751 nominato arcivescovo di Udine con titolo personale di patriarca)

Il 6 luglio 1751 con la bolla Iniuncta nobis papa Benedetto XIV soppresse il Patriarcato e i territori furono divisi tra le arcidiocesi metropolitane di Gorizia (cui toccarono le terre sotto il dominio asburgico) e Udine (cui fu assegnata la giurisdizione sulle terre sotto il dominio della Serenissima). Il cardinale Dolfin fu nominato primo arcivescovo di Udine, mantenendo il titolo personale di patriarca, mentre Karl Michael von Attems fu nominato primo arcivescovo di Gorizia. Con la morte di Daniele Dolfin il 13 marzo 1762 cessa definitivamente anche il titolo patriarcale.